# Poloʻa
Poloʻa (auch: Boloa, Holoa) ist eine kleine Insel im Archipel Tongatapu im Pazifik. Sie gehört politisch zum Königreich Tonga.

## Geografie
Das Motu liegt im Zentrum des Archipels vor der Nordküste von Tongatapu. Sie bildet mit ʻAlakipeau in der Verlängerung von Muifonua Point, sowie den Inseln Tufuka und ʻAtatā im Norden den Westrand der Großen Passage, Ava Lahi. Am Ostrand der Ava Lahi-Passage liegt Fafa gegenüber.

## Klima
Das Klima ist tropisch heiß, wird jedoch von ständig wehenden Winden gemäßigt. Ebenso wie die anderen Inseln der Tongatapu-Gruppe wird Poloʻa gelegentlich von Zyklonen heimgesucht.